# Scopula tumiditibia
Scopula tumiditibia är en fjärilsart som beskrevs av Louis Beethoven Prout 1920. Scopula tumiditibia ingår i släktet Scopula och familjen mätare. Inga underarter finns listade.